# George Loddiges

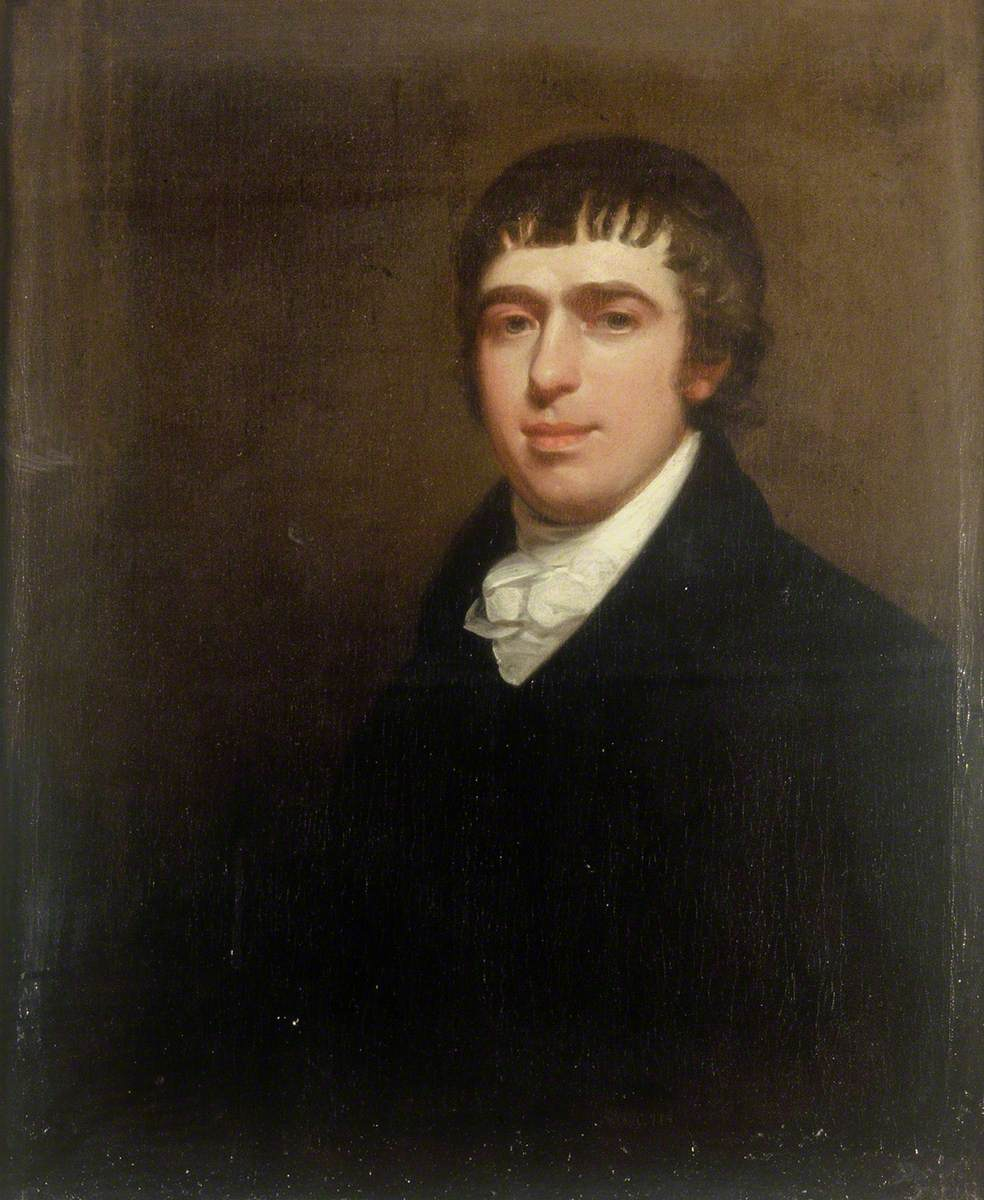
George Loddiges (1786–1846) Porträt von John Renton (1775–1859)

George Loddiges (* 12. März 1786 in Hackney, Middlesex; † 5. Juni 1846 ebenda) war ein englischer Botaniker, Illustrator und Ornithologe. Sein botanisches Kürzel lautet G. Lodd.

## Leben und Wirken

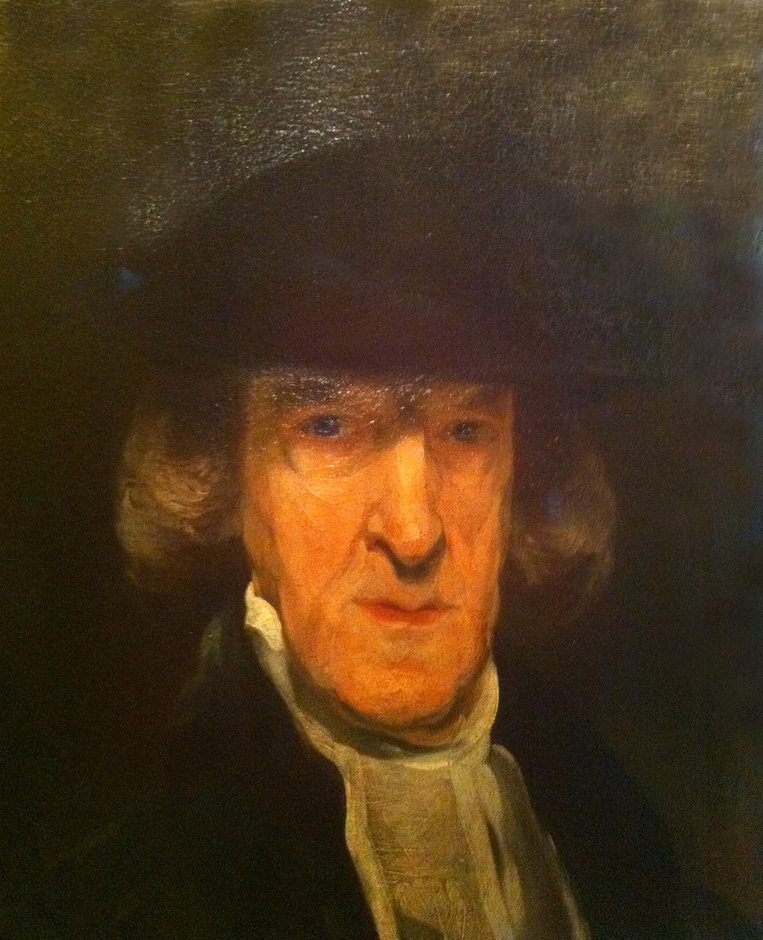
Der Vater Joachim Conrad Loddiges (1738–1826) gemalt von John Renton

Sein Vater Joachim Conrad Loddiges (1738–1826) etablierte einen Handelsgarten und einen botanischen Garten in Hackney. Aus seiner Ehe mit Sarah (geb. Aldous (1740–1815)) gingen die Kinder William (1776–1849), George und Mary (1782–1798) hervor. George heiratete Jane Creighton (1787–1859), mit der er die Kinder Jane (1812–1843), Helena (1818–1871) und Conrad (1821–1865) zeugte.
Mit seinem Bruder führte er die Geschäfte seines Vaters fort und bereicherte das vom Vater gegründete Institut mit botanischen Seltenheiten, die er jederzeit der Wissenschaft zugänglich machte. Von den 2000 illustrierten Pflanzen im Monumentalwerk The botanical cabinet: consisting of coloured delineations of plants, from all countries, with a short account of each, directions for management lieferte er alleine ca. 1700 Tafeln. Neben der Botanik galt er als ausgezeichneter Ornithologe und geschickter mikroskopischer Beobachter. Als William Bullock (um 1773–1849) von 29. April bis 11. Juni 1819 in einer Auktion seine Vogelsammlung verkaufte, war es Loddiges, der in seinen Notizbüchern die Geschichte einer der schönsten Kolibrisammlungen dieser Zeit verfolgte. Er selbst bekam mit seinen Orchideenlieferungen aus Südamerika immer wieder Kolibribälge geliefert. In seinen Notizbüchern beschrieb er alle um die hundert Kolibriexponate von Bullocks Lieferung Nr. 92. Diese Lieferung verteilte sich auf mehrere Käufer trotz Bullocks Wunsch diese vollständig zu veräußern. So schrieb Loddiges in seinen Notizen:

„Vielleicht sind die gesamten Museen auf dem Kontinent nicht so gut ausgestattet, wie es bei dieser gesamten Lieferung der Fall war.“

Bei einem Besuch des Muséum national d’histoire naturelle in Paris ließ er es sich nicht nehmen, alle 143 Kolibriarten, die im Museum präsent waren, anzusehen. In seinem Artikel Specimens were exhibited of several Humming Birds from Popayan, forming part of the collection of Mr. John Gould; and the following characters beschrieb er 1832 den Fahlschwanzkolibri (Boissonneaua flavescens) (Loddiges, 1832), die Grünschwanzsylphe (Lesbia nuna gouldii) (Loddiges, 1832), das  Smaragdkehl-Glanzschwänzchen (Metallura tyrianthina) (Loddiges, 1832) und den Fleckenbauchkolibri (Opisthoprora euryptera) (Loddiges, 1832) erstmals neu für die Wissenschaft. Loddiges plante ein eigenes Kolibriwerk, sobald seine Sammlung etwas kompletter wäre. Weil er mit seiner ca. 200 Exemplaren nie richtig zufrieden war, wurde ein solches Werk aber nie publiziert. Seine eigene Kolibrisammlung befindet sich heute in den Archiven des Natural History Museum in London. Viele seiner handschriftlichen Aufzeichnungen und Briefe in der Walter-Rothschild-Bibliothek in Tring.
Über die Jahre publizierte er mit seinem Bruder Orchideenkatalog, in dem sie viele Gattungen und Orchideenarten listeten, die sie nach den Vorgaben von John Lindleys (1799–1865) Werk The genera and species of orchidaceous plants kategorisierten.

## Dedikationsnamen
Im Jahr 1847 beschrieb Jules Bourcier die Wundersylphe unter dem Namen Trochilus mirabilis. Das Typusexemplar stammte aus dem Naturalienkabinett des Verstorbenen und wurde ihm freundlicherweise zusammen mit den Manuskripten seines Vaters von Conrad Loddiges II (1821–1865) zur Verfügung gestellt. Als Charles Lucien Jules Laurent Bonaparte 1850 in seinem Monumentalwerk Conspectus generum avium die Vogelwelt neu ordnete, schlug er diese der neuen Gattung Loddigesia zu. Zusätzlich trägt eine Unterart der Violetthaubenelfe (Stephanoxis loddigesii) (Gould, 1831) seinen Namen. Loddiges erwähnte im gleichen Artikel, dass wohl eine neue Gattung für diese Art erforderlich wäre. Er schlug den Namen Cephallepis vor, ein Name der aber bereits 1810 von Constantine Samuel Rafinesque (1783–1840) für einen Fisch verwendet wurde.
Der Pflanzengattungsname Loddigesia den John Sims 1808 für Loddigesia oxalidifolia einführte, gilt heute als Synonym für Hypocalyptus. Wahrscheinlich wurde die Gattung nach seinem Vater Joachim Conrad Loddiges benannt. John Lindley benannte 1821 eine Orchideenart Cattleya loddigesii (Syn: Epidendrum violaccum  nach Loddiges), 1832 die Orchideenarten Cirrhaea loddigesii (Syn: Spigelia marilandica) und Cycnoches loddigesii, 1833 die Orchideenart Acropera loddigesii (Syn: Maxillaria galeata), sowie 1836 die Orchideenart Physosiphon loddigesii (Syn: Stelis tubata) und Octomeria loddigesii (syn: Octomeria graminifolia). Heinrich Gustav Reichenbach ehrte ihn 1856 in Lepanthes loddigesiana und Robert Allen Rolfe im Jahr 1887 in Dendrobium loddigesii. Willem Hendrik de Vriese nannte 1853 eine zu den Eidechsenschwanzgewächse gehörende Art Gymnotheca loddigesiana. Friedrich Anton Wilhelm Miquel nannte 1843 in einem Artikel über Palmfarne von Loddiges eine Art Zamia loddigesii.

## Mitgliedschaften
Er war eines der ersten Mitglieder der 1839 gegründeten Microscopical Society of London und besaß eines der besten Mikroskope, welches von Charles (1761–1830) und William Tulley (1789–1835) hergestellt wurde. Außerdem war er langjähriges Mitglied in der Horticultural Society of London. Hier war er Mitglied im Rat und Gremium der Gärtner. Einige Jahre diente er der Gesellschaft als Vizepräsident. 1821 wurde er zum Fellow der Linnean Society of London gewählt. Im Jahr 1840 wurde er Mitglied der im Jahr 1838 neu gegründeten Société Cuvierienne.

## Werke
- A Catalogue (handschriftlich). NA, NA 1804.
- A Catalogue (handschriftlich). NA, NA 1807.
- A Catalogue (handschriftlich). NA, NA 1811.
- A Catalogue Of Plants And Seeds Which Are Sold By Conrad Loddiges, Nursery and Seedsman, at Hackney, near London. 9. Auflage. W. Wilson, London 1814.
- mit Conrad Loddiges, William Loddiges, George Cooke: The botanical cabinet: consisting of coloured delineations of plants, from all countries, with a short account of each, directions for management. Band 1. John & Arthur Arch, Cornhill 1817 (biodiversitylibrary.org [abgerufen am 29. Dezember 2014]).
- Catalogue of plants, which are sold by Conrad Loddiges and Sons, nurserymen, at Hackney, near London. 11. Auflage. W. Wilson, London 1818.
- mit Conrad Loddiges, William Loddiges, George Cooke: The botanical cabinet: consisting of coloured delineations of plants, from all countries, with a short account of each, directions for management. Band 2. John & Arthur Arch, Cornhill 1818 (biodiversitylibrary.org [abgerufen am 29. Dezember 2014]).
- mit Conrad Loddiges, William Loddiges, George Cooke: The botanical cabinet: consisting of coloured delineations of plants, from all countries, with a short account of each, directions for management. Band 3. John & Arthur Arch, Cornhill 1818 (biodiversitylibrary.org [abgerufen am 29. Dezember 2014]).
- mit Conrad Loddiges, William Loddiges, George Cooke: The botanical cabinet: consisting of coloured delineations of plants, from all countries, with a short account of each, directions for management. Band 4. John & Arthur Arch, Cornhill 1819 (biodiversitylibrary.org [abgerufen am 29. Dezember 2014]).
- Catalogue of plants, which are sold by Conrad Loddiges and Sons, nurserymen, at Hackney, near London. 12. Auflage. W. Wilson, London 1820 (biodiversitylibrary.org [abgerufen am 29. Dezember 2014]).
- mit Conrad Loddiges, William Loddiges, George Cooke: The botanical cabinet: consisting of coloured delineations of plants, from all countries, with a short account of each, directions for management. Band 5. John & Arthur Arch, Cornhill 1820 (biodiversitylibrary.org [abgerufen am 29. Dezember 2014]).
- mit Conrad Loddiges, William Loddiges, George Cooke: The botanical cabinet: consisting of coloured delineations of plants, from all countries, with a short account of each, directions for management. Band 6. John & Arthur Arch, Cornhill 1821 (biodiversitylibrary.org [abgerufen am 29. Dezember 2014]).
- mit Conrad Loddiges, William Loddiges, George Cooke: The botanical cabinet: consisting of coloured delineations of plants, from all countries, with a short account of each, directions for management. Band 7. John & Arthur Arch, Cornhill 1822 (biodiversitylibrary.org [abgerufen am 29. Dezember 2014]).
- mit Conrad Loddiges, William Loddiges, George Cooke: The botanical cabinet: consisting of coloured delineations of plants, from all countries, with a short account of each, directions for management. Band 8. John & Arthur Arch, Cornhill 1823 (biodiversitylibrary.org [abgerufen am 29. Dezember 2014]).
- Catalogue of plants, which are sold by Conrad Loddiges and Sons, nurserymen, at Hackney, near London. 13. Auflage. W. Wilson, London 1823 (biodiversitylibrary.org [abgerufen am 29. Dezember 2014]).
- mit Conrad Loddiges, William Loddiges, George Cooke: The botanical cabinet: consisting of coloured delineations of plants, from all countries, with a short account of each, directions for management. Band 9. John & Arthur Arch, Cornhill 1824 (biodiversitylibrary.org [abgerufen am 29. Dezember 2014]).
- mit Conrad Loddiges, William Loddiges, George Cooke: The botanical cabinet: consisting of coloured delineations of plants, from all countries, with a short account of each, directions for management. Band 10. John & Arthur Arch, Cornhill 1824 (biodiversitylibrary.org [abgerufen am 29. Dezember 2014]).
- mit Conrad Loddiges, William Loddiges, George Cooke: The botanical cabinet: consisting of coloured delineations of plants, from all countries, with a short account of each, directions for management. Band 11. John & Arthur Arch, Cornhill 1825 (biodiversitylibrary.org [abgerufen am 29. Dezember 2014]).
- Catalogue of plants, which are sold by Conrad Loddiges and Sons, nurserymen, at Hackney, near London. 14. Auflage. W. Wilson, London 1826.
- mit Conrad Loddiges, William Loddiges, George Cooke: The botanical cabinet: consisting of coloured delineations of plants, from all countries, with a short account of each, directions for management. Band 12. John & Arthur Arch, Cornhill 1826 (biodiversitylibrary.org [abgerufen am 29. Dezember 2014]).
- mit Conrad Loddiges, William Loddiges, George Cooke: The botanical cabinet: consisting of coloured delineations of plants, from all countries, with a short account of each, directions for management. Band 13. John & Arthur Arch, Cornhill 1827 (biodiversitylibrary.org [abgerufen am 29. Dezember 2014]).
- mit Conrad Loddiges, William Loddiges, George Cooke: The botanical cabinet: consisting of coloured delineations of plants, from all countries, with a short account of each, directions for management. Band 14. John & Arthur Arch, Cornhill 1828 (biodiversitylibrary.org [abgerufen am 29. Dezember 2014]).
- mit Conrad Loddiges, William Loddiges, George Cooke: The botanical cabinet: consisting of coloured delineations of plants, from all countries, with a short account of each, directions for management. Band 15. John & Arthur Arch, Cornhill 1828 (biodiversitylibrary.org [abgerufen am 29. Dezember 2014]).
- mit Conrad Loddiges, William Loddiges, George Cooke: The botanical cabinet: consisting of coloured delineations of plants, from all countries, with a short account of each, directions for management. Band 16. John & Arthur Arch, Cornhill 1829 (biodiversitylibrary.org [abgerufen am 29. Dezember 2014]).
- mit Conrad Loddiges, William Loddiges, George Cooke: The botanical cabinet: consisting of coloured delineations of plants, from all countries, with a short account of each, directions for management. Band 17. John & Arthur Arch, Cornhill 1830 (biodiversitylibrary.org [abgerufen am 29. Dezember 2014]).
- Catalogue of plants, which are sold by Conrad Loddiges and Sons, nurserymen, at Hackney, near London. 15. Auflage. W. Wilson, London 1830.
- mit Conrad Loddiges, William Loddiges, George Cooke: The botanical cabinet: consisting of coloured delineations of plants, from all countries, with a short account of each, directions for management. Band 18. John & Arthur Arch, Cornhill 1831 (biodiversitylibrary.org [abgerufen am 29. Dezember 2014]).
- mit Conrad Loddiges, William Loddiges, George Cooke: The botanical cabinet: consisting of coloured delineations of plants, from all countries, with a short account of each, directions for management. Band 19. John & Arthur Arch, Cornhill 1832 (biodiversitylibrary.org [abgerufen am 29. Dezember 2014]).
- Specimens were exhibited of several Humming Birds from Popayan, forming part of the collection of Mr John Gould; and the following characters. In: Proceedings of the Committee of Science and Correspondence of the Zoological Society of London. Band 2, 1832, S. 6–7 (biodiversitylibrary.org [abgerufen am 29. Dezember 2014]).
- mit Conrad Loddiges, William Loddiges, George Cooke: The botanical cabinet: consisting of coloured delineations of plants, from all countries, with a short account of each, directions for management. Band 20. John & Arthur Arch, Cornhill 1833 (biodiversitylibrary.org [abgerufen am 29. Dezember 2014]).
- Catalogue of plants, which are sold by Conrad Loddiges and Sons, nurserymen, at Hackney, near London. 16. Auflage. W. Wilson, London 1836.
- mit William Loddiges: Orchideae: in the collection of Conrad Loddiges and Sons, Hackney, near London, arranged according to Dr. Londley’s genera and species; with their native countries and years of introduction. John & Wilson and Ogilvy, London 1842.
- A Catalogue Of Plants And Seeds Which Are Sold By Conrad Loddiges, Nursery and Seedsman, at Hackney, near London. John & Wilson and Ogilvy, London 1849.